# Kongiganak (Alaska)
Kongiganak es un lugar designado por el censo ubicado en el Área censal de Bethel en el estado estadounidense de Alaska. En el Censo de 2010 tenía una población de 439 habitantes y una densidad poblacional de 85,18 personas por km².

## Geografía
Kongiganak se encuentra en las coordenadas 59°57′24″N 162°52′54″O / 59.95667, -162.88167. Según la Oficina del Censo de los Estados Unidos, Kongiganak tiene una superficie total de 5.15 km², de la cual 4.87 km² corresponden a tierra firme y (5.53%) 0.28 km² es agua.

## Demografía
Según el censo de 2010, había 439 personas residiendo en Kongiganak. La densidad de población era de 85,18 hab./km². De los 439 habitantes, Kongiganak estaba compuesto por el 2.05% blancos, el 0% eran afroamericanos, el 95.67% eran amerindios, el 0% eran asiáticos, el 0% eran isleños del Pacífico, el 0% eran de otras razas y el 2.28% pertenecían a dos o más razas. Del total de la población el 0% eran hispanos o latinos de cualquier raza.

## Localidades adyacentes
El siguiente diagrama muestra a las localidades más próximas a Kongiganak.